# Румыния на зимних Олимпийских играх 1988
Румыния принимала участие в Зимних Олимпийских играх 1988 года в Калгари (Канада) в тринадцатый раз за свою историю, но не завоевала ни одной медали. Сборную страны представляли 11 спортсменов:  6 женщин и 5 мужчин. Они соревновались в 4 видах спорта: 
- горнолыжный спорт: Михаэла Фера заняла 21 место в комбинации, набрав 141.75 очков[1],
- бобслей: 20 место в соревновании мужских четвёрок,
- лыжные гонки: 12 место в женской эстафете,
- санный спорт: Ливия Пелин заняла 17 место.

Флаг Румынии на церемонии открытия нёс бобслеист Дорин Деган.
Самым молодой участницей румынской сборной была 17-летняя горнолыжница Михаэла Фера, самым старшим участником был бобслеист Костел Петрариу.

## Результаты

### Бобслей
Мужчины
| Боб   | Спортсмены                        | Соревнование | 1 заезд | 1 заезд | 2 заезд | 2 заезд | 3 заезд | 3 заезд | 4 заезд | 4 заезд | Итог    | Итог  |
| Боб   | Спортсмены                        | Соревнование | Время   | Место   | Время   | Место   | Время   | Место   | Время   | Место   | Время   | Место |
| ----- | --------------------------------- | ------------ | ------- | ------- | ------- | ------- | ------- | ------- | ------- | ------- | ------- | ----- |
| ROU-1 | Чаба Надь Лакатош Костел Петрариу | Двойки       | 58.83   | 23      | 1:00.82 | 28      | 1:01.75 | 28      | 1:00.62 | 25      | 4:02.02 | 24    |
| ROU-2 | Дорин Деган Григор Ангел          | Двойки       | 58.85   | 24      | 1:01.00 | 33      | 1:01.81 | 29      | 1:01.14 | 28      | 4:02.80 | 27    |

| Боб   | Спортсмены                                                   | Соревнование | 1 заезд | 1 заезд | 2 заезд | 2 заезд | 3 заезд | 3 заезд | 4 заезд | 4 заезд | Итог    | Итог  |
| Боб   | Спортсмены                                                   | Соревнование | Время   | Место   | Время   | Место   | Время   | Место   | Время   | Место   | Время   | Место |
| ----- | ------------------------------------------------------------ | ------------ | ------- | ------- | ------- | ------- | ------- | ------- | ------- | ------- | ------- | ----- |
| ROU-1 | Чаба Надь Лакатош Григор Ангел Флорин Олтяну Костел Петрариу | Четвёрки     | 57.41   | 18      | 58.49   | 19      | 57.64   | 21      | 58.35   | 19      | 3:51.89 | 20    |

### Лыжные гонки
Женщины
| Соревнование | Спортсмены            | Гонка     | Гонка |
| Соревнование | Спортсмены            | Время     | Место |
| ------------ | --------------------- | --------- | ----- |
| 5 км C       | Илеана Ханган-Яношиу  | DNF       | –     |
| 5 км C       | Михаэла Кырстой       | 18:21.6   | 51    |
| 10 км C      | Адина Цуцулан-Шотропа | 35:31.1   | 47    |
| 10 км C      | Родика Драгуш         | 33:51.4   | 39    |
| 20 км F      | Михаэла Кырстой       | 1'06:59.5 | 48    |
| 20 км F      | Адина Цуцулан-Шотропа | 1'05:48.6 | 46    |
| 20 км F      | Родика Драгуш         | 1'03:06.0 | 39    |

C = классическим стилем, F = вольным стилем
Женская эстафета 4 × 5 км
| Спортсмены                                                               | Гонка     | Гонка |
| Спортсмены                                                               | Время     | Место |
| ------------------------------------------------------------------------ | --------- | ----- |
| Илеана Ханган-Яношиу Михаэла Кырстой Адина Цуцулан-Шотропа Родика Драгуш | 1'10:59.9 | 12    |

### Сани
Женщины
| Спортсмен   | 1 заезд | 1 заезд | 2 заезд | 2 заезд | 3 заезд | 3 заезд | 4 заезд | 4 заезд | Итог     | Итог  |
| Спортсмен   | Время   | Место   | Время   | Место   | Время   | Место   | Время   | Место   | Время    | Место |
| ----------- | ------- | ------- | ------- | ------- | ------- | ------- | ------- | ------- | -------- | ----- |
| Ливия Пелин | 47.204  | 17      | 47.541  | 17      | 47.601  | 16      | 47.305  | 17      | 3:09.651 | 17    |